# Pargny
Pargny ist eine nordfranzösische Gemeinde mit 196 Einwohnern (Stand 1. Januar 2022) im Département Somme in der Region Hauts-de-France. Die Gemeinde gehört zum Arrondissement Péronne und ist Teil des Gemeindeverbandes Est de la Somme.

## Geographie
Die Gemeinde liegt am Westufer der kanalisierten Somme und an den Départementsstraßen D62 und D103, mit der sie über eine Brücke mit dem am gegenüberliegenden Ufer der Somme liegenden Falvy verbunden ist.

## Geschichte
Die Gemeinde, in der ein britischer Soldatenfriedhof liegt, erhielt als Auszeichnung das Croix de guerre 1914–1918.

## Bevölkerungsentwicklung
| Jahr      | 1962 | 1968 | 1975 | 1982 | 1990 | 1999 | 2010 | 2018 |
| Einwohner | 162  | 140  | 145  | 133  | 145  | 124  | 166  | 202  |

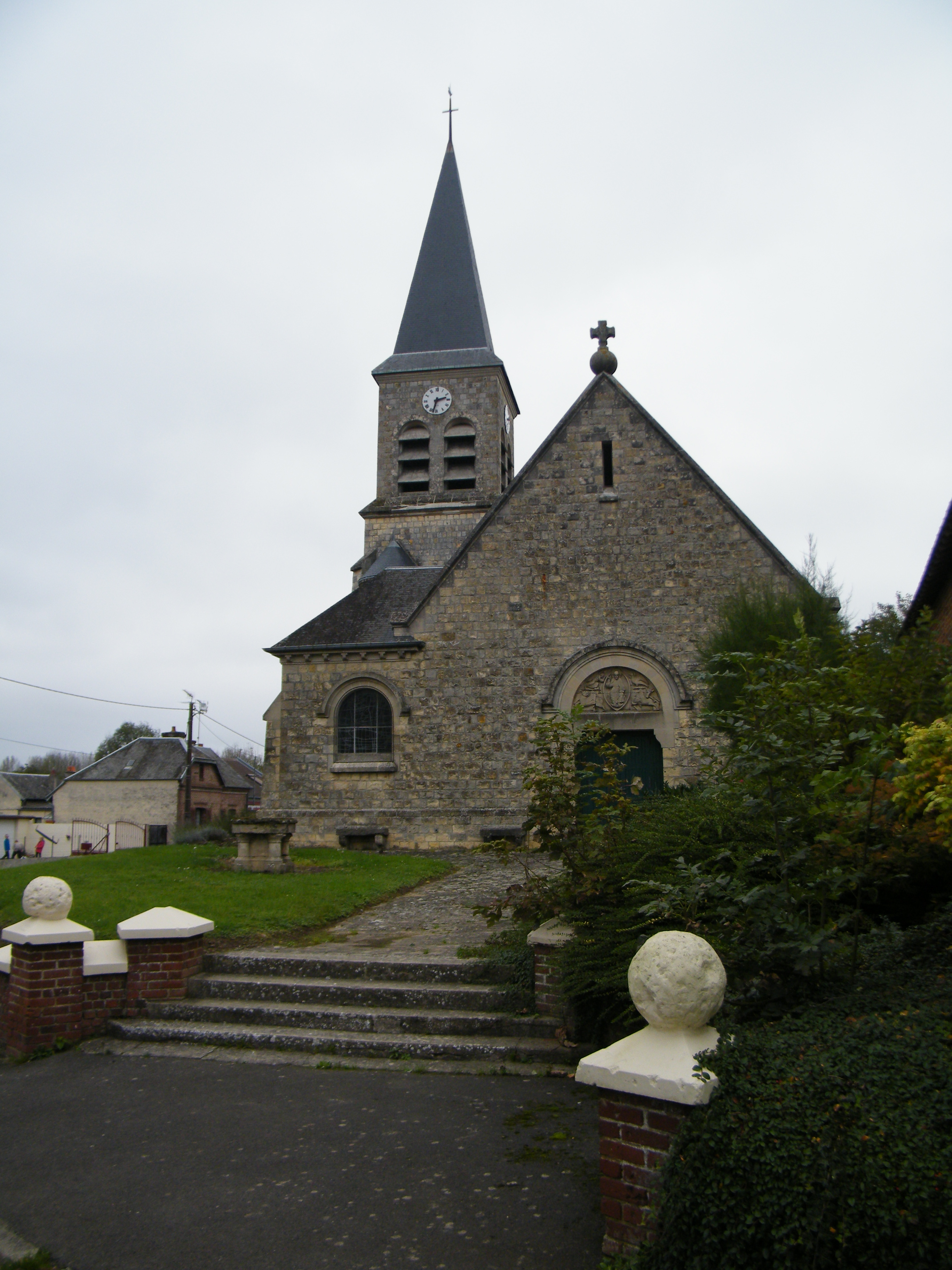
Kirche Saint-Sulpice
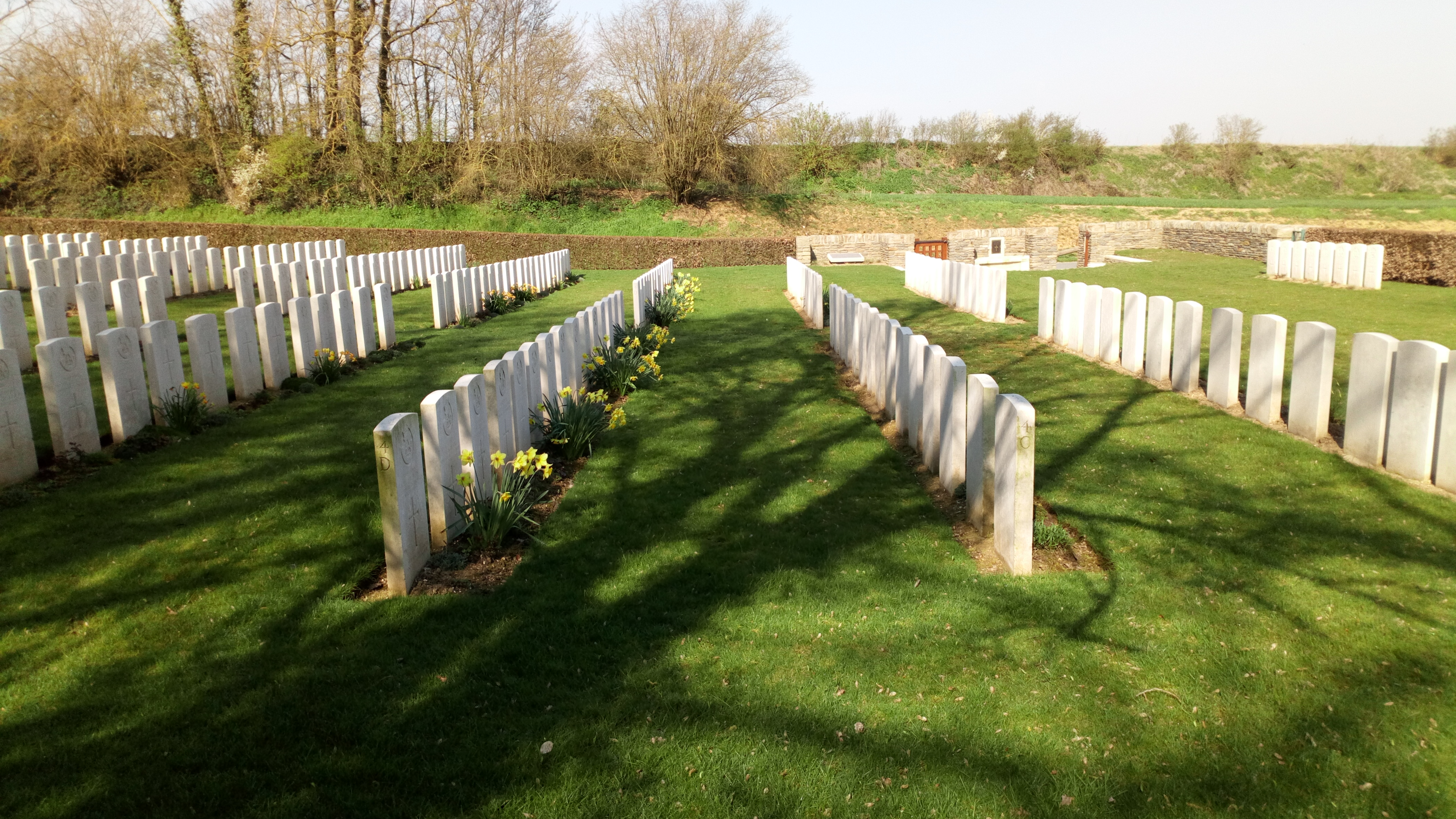
Britischer Soldatenfriedhof

## Persönlichkeiten
Aus Pargny stammt der Springreiter Marc Roguet (Goldmedaille in Montreal).